# 靈慈國母
靈慈國母陳氏（越南语：／，？—1259年），越南陳朝皇族。她原為李朝皇帝李惠宗的皇后，並為之誕下女帝李昭皇，後來與其從弟兼權臣陳守度勾結，奪取李氏帝位，讓姪兒陳煚登基稱帝，陳朝建立，陳氏獲封為「國母」，得到如同皇后規格的待遇。

## 生平

### 嫁予太子李旵
陳氏為越南李朝晚期即墨鄉（位於越南南定省）豪族人物陳李之女。治平龍應五年（1209年）七月，因爆發范猷、范秉彝、郭卜等的動亂，皇帝李高宗和太子李旵出逃。當李旵逃到海邑劉家村時，聽聞陳氏「陳李女有姿色」，於是迎娶她為皇太子妃。父親隨即獲授「明字爵」，舅舅蘇忠詞（劉家村人）獲任為殿前指揮使。
其後，陳氏一族發兵平亂，助李高宗回京。治平龍應六年（1210年），太子李旵回京，陳氏這是則回父母家。不久李高宗駕崩，建嘉元年（1211年）正月，剛即皇帝位的李旵遣人迎接陳氏。陳氏入宮後，被立為元妃。

### 成為皇后，家門顯貴
陳氏雖已成為元妃，但其後並非一帆風順。建嘉三年（1213年），陳氏之兄陳嗣慶聽聞陳氏遭譚太后所虐待，便以奉迎皇帝車駕為名，起兵進攻京師。李惠宗認為陳嗣慶有意謀反，便發各道兵馬迎擊，又降陳氏為御女。次年（建嘉四年，1214年）正月，雖然陳嗣慶親自向惠宗謝罪，並繼續「請迎車駕」，但惠宗更為猜疑，與陳氏、太后一起避居諒州地區的峙山。陳嗣慶卻繼續進迫「請迎」惠宗，惠宗更為恐懼，帶著陳氏遁逃。
建嘉九年（1216年）春，陳氏獲冊封為順貞夫人，此時譚太后對陳嗣慶甚為不滿，並指陳氏為「賊黨」，要求斥退，又遣人吩付陳氏「引分」（自殺）。然而李惠宗仍對陳氏愛護有加，設法阻止太后的迫害。太后用毒藥放在陳氏的膳食，惠宗得知，便在自己的食物裡只吃一半，留一半給陳氏，又常陪伴左右。太后賜毒杯給陳氏，惠宗又制止。結果，惠宗帶著陳氏乘氏出行，到陳嗣慶軍中，召嗣慶本人入朝護駕。出行期間，長女順天公主誕生。
同年農曆十二月，陳氏被冊立為皇后。其兄陳嗣慶為“太尉輔政”、陳承為“內侍判首”。於是，陳氏成為李氏朝廷的權貴家族。

### 參與謀立陳朝
天彰有道元年（1224年）十月，陳氏的女兒受李佛金受李惠宗傳位，是為李昭皇，時年七歲。次年（天彰有道二年，1225年）十月，陳氏與其從弟陳守度勾結，「日夜商謀」，以圖劃奪取李氏帝位，結果簡選了姪兒陳煚（陳承之子，時年八歲）為侍奉李昭皇。不久，陳守度進一步令李昭皇禪位給陳煚，於是陳朝建立。

### 嫁予陳守度，備受尊崇
陳朝建立後，建中二年（1226年）八月，權臣陳守度殺害已經出家的李上皇李旵，而身為「惠后」的陳氏則被降為天極公主，然而嫁予陳守度，並獲得諒州地區為其湯沐邑（封地）。
陳氏在陳朝當中仍享有相當高的地位，獲陳太宗皇帝封為「國母」。此一稱銜，是依循吳權王后楊國母的先例而來，陳太宗因她「嘗為李惠宗后，不忍以公主稱，故封為國母，亦后之別名」，而待遇則是「輿服僕御視后」，與皇后規格相同。

### 抵抗蒙古帝國
元豐七年（1257年）十二月，蒙古帝國派軍入侵大越國。為此陳朝上下均致力抵抗，連陳氏亦沒有示弱。當蒙古軍隊攻陷國都昇龍時，陳氏「在黃江，保聚皇太子、宮嬪、妃、主，及諸將妻子，免於盜賊，又按驗諸家舟船之匿軍器者，盡送于軍」。此一戰役，越軍成功抵抗蒙古入侵，陳氏作出的貢獻不少。

### 去世
紹隆二年（1259年）正月，陳氏去世。

### 曾使用的稱銜
- 元妃：建嘉元年（1211年）正月，李惠宗皇帝迎陳氏入宮後所立。[5]
- 御女：建嘉三年（1213年）二月，陳氏兄陳嗣慶起兵進攻李氏朝廷，陳氏從而被降為御女。[6]
- 順貞夫人，建嘉六年（1216年）春，陳氏獲李惠宗冊立的稱銜。[6]
- 皇后：建嘉六年（1216年）十二月，陳氏誕下順天公主之後半年受冊立。[6]
- 天極公主：建中二年（1226年）八月，李旵被殺後，陳氏亦從惠后降為天極公主。[3]
- 國母：陳太宗認為陳氏曾貴為皇后，不應稱公主，所以封為國母。[4]
- 靈慈：按《大越史記全書》的鋪排，大概在陳氏死時，獲加靈慈稱號。[4]

## 親屬
- 父：陳李，越南李朝即墨鄉（位於越南南定省）豪族。[7]
- 兄：陳承。[6]
- 兄：陳嗣慶。[7]
- 夫：李旵，即李惠宗。[7]
- 夫：陳守度，李旵被殺後，嫁給陳守度。[3]
- 女：順天公主，生於建嘉六年（1216年）六月，即與李惠宗皇帝避開譚太后而出行期間。[6]
- 女：昭聖公主，生於建嘉八年（1218年）。[8]
- 姪（兼女婿）：陳柳，兄陳承長子，娶順天公主為妻，一度為陳氏女婿。後在陳守度和陳氏安排下，懷孕了的順天公主被迫改嫁給陳柳之弟陳太宗皇帝，此事更引起動亂。[9]。不過經陳氏「調之使和，再為兄弟如初」。[4]
- 姪（兼女婿）：陳煚，即陳太宗皇帝，兄陳承次子。[10]因他先在天彰有道二年（1225年）娶李昭皇，[11]後於天應政平六年（1237年）娶順天公主，[9]故此陳煚亦一直為其女婿。
- 女婿：元豐八年（1258年），陳太宗將昭聖公主嫁給大臣黎輔陳。[12]。

## 評價
越南後黎朝史家吳士連對陳氏有如下論述：
|  | 其相陳家內治之功為多，而報李氏則蔑如也，是知天之生靈慈，乃所以啟陳，跡似塗山興夏，而德則非也。 |